# Nico Santos (actor)
Nico Santos es un actor filipino-estadounidense conocido por interpretar a Oliver T'sien en Crazy Rich Asians y al asociado de ventas Mateo Liwanag en la serie Superstore de NBC. El 10 de diciembre de 2018, Santos fue nominado al Premio de la Crítica Televisiva al mejor actor de reparto en serie de comedia.

## Primeros años de vida
Santos nació en Manila, Filipinas. Santos se mudó con su familia a los Estados Unidos cuando tenía dieciséis años, estableciéndose en Gresham, Oregón. Él y su hermano asistieron a la escuela secundaria Centennial de Gresham, donde fueron los únicos dos filipinos que asistieron. En su tercer año, asistió al seminario de verano del Oregon Shakespeare Festival para estudiantes de secundaria, donde descubrió su amor por el teatro.
Santos asistió a la Universidad del Sur de Oregón debido a su proximidad al Festival de Shakespeare de Oregón. Estudió actuación allí antes de hacer la transición al diseño de vestuario debido a los comentarios desalentadores de su profesor de actuación. Sin embargo, más tarde se retiró cuando se declaró gay y su familia se negó a seguir pagando su educación.

## Carrera
Santos trabajó durante varios años en el departamento de vestuario como modista en el Festival Shakespeare de Oregon.
En 2001, se mudó a San Francisco, donde trabajó en varias tiendas minoristas de lujo en la Plaza Unión durante ocho años mientras hacía comedia stand-up, a menudo yendo a micrófonos abiertos justo después del trabajo. Más tarde se mudó a Los Ángeles en busca de una carrera de stand-up, pero le resultó difícil avanzar debido a la política del club de comedia.
En 2012, comenzó a aparecer regularmente en el programa de entrevistas nocturno Chelsea Lately, como panelista mientras trabajaba simultáneamente como presentador de un restaurante.
Santos volvió a enfocarse en la actuación en 2014, cuando consiguió un lugar en el CBS Diversity Showcase anual. Originalmente ingresó como escritor, pero actuó un poco cuando reemplazó a otro actor asiático que se retiró.
Como resultado del showcase, que se presenta a una gran cantidad de profesionales de la industria que incluye agentes y directores de casting, pronto se encontró siendo invitado a más y más audiciones, y finalmente consiguió un papel en el programa de televisión de comedia de NBC, Superstore. Actuó como Mateo Liwanag, un filipino gay e indocumentado, a menudo confundido con mexicano, asociado de una tienda minorista, en Superstore en el otoño de 2015.
Santos actuó en el Festival de Comedia de Bridgetown en 2017.
Tuvo un papel secundario en la comedia romántica Crazy Rich Asians del 2018, dirigida por Jon M. Chu.
Santos apareció en la obra Off-Broadway, Happy Talk, en la primavera de 2019. Está escrita por Jesse Eisenberg y dirigida por Scott Elliott.
En junio de 2022, se reveló que Santos había sido elegido para Guardianes de la Galaxia vol. 3.

## Vida personal
Santos es gay y, a en abril de 2022, se comprometió para casarse con Zeke Smith, que participó en las ediciones 33 (Millennials vs. Gen X) y 34 (Game Changers) del programa de telerrealidad Survivor de la CBS.
La pareja se conoció en junio de 2019 en una gala para conmemorar el 50 aniversario de los disturbios de Stonewall, un evento ampliamente considerado como un hito en el movimiento moderno por los derechos LGBTQ: Queerty lo nombró uno de los Pride50 "individuos pioneros que activamente aseguran que la sociedad siga avanzando hacia igualdad, aceptación y dignidad para todas las personas queer".
Los padres de Santos eran ambos indocumentados antes de convertirse en ciudadanos. La madre de Santos apoya su carrera y a menudo ha asistido a sus actuaciones de micrófono abierto.
Durante la pandemia de COVID-19, Santos reveló que tanto su madre como su padrastro contrajeron el virus. Su padrastro murió mientras su madre se recuperaba.

## Filmografía

### Películas
| Año  | Título                           | Papel          |
| ---- | -------------------------------- | -------------- |
| 2015 | Paul Blart: Mall Cop 2           | Heath          |
| 2017 | The Clapper                      | Buffet Person  |
| 2018 | Crazy Rich Asians                | Oliver T'sien  |
| 2021 | Wish Dragon                      | Buckley (voz)  |
| 2023 | Guardianes de la Galaxia vol. 3  | Recorder Theel |
| 2023 | Felicidad para principiantes     | Hugh           |
| 2023 | The Re-Education of Molly Singer | Ollie          |

### Televisión
| Año       | Título                 | Papel                         | Notas                                                                            |
| --------- | ---------------------- | ----------------------------- | -------------------------------------------------------------------------------- |
| 2012-2013 | Chelsea Lately         | Él mismo                      |                                                                                  |
| 2014      | Ground Floor           | Asistente de línea aérea      | Episodio: "The Decision: Part Two"                                               |
| 2014      | Go-Go Boy interrumpido | Mella                         | 4 episodios                                                                      |
| 2014      | 2 Broke Girls          | barry                         | Episodio: "And a Loan for Christmas"                                             |
| 2015-2021 | Superstore             | Mateo Fernando Aquino Liwanag | Protagonista, 113 episodios                                                      |
| 2016      | Noches con Platanito   | Él mismo                      | Episodio: "Lauren Ash/Nico Santos/Damiana Villa/ Carlie Craig /Voces del Rancho" |
| 2021      | The Prince             | Robert (voz)                  | 2 episodios                                                                      |
| 2022      | Tuca & Bertie          | Jamie (voz)                   | 2 episodios                                                                      |
| 2023      | The Muppets Mayhem     | fábrica de conservas jackson  | Episodio: "Track 10: We Will Rock You"                                           |
| 2023      | Hailey's On It!        | Jonathan (voz)                | Recurrente                                                                       |
| 2023      | Is It Cake?            | Él mismo / juez               | Episodio: "Body By Cake"                                                         |